# Жордан (река)
Жордан (фр. Jordanne) — река во Франции, протекающая в Центральном массиве, в департаменте Канталь. Вместе с рекой Отр является одним из двух крупнейших притоков реки Сер, впадающей в Дордонь. Длина Жордана — 40,62 км

## Этимология
Название реки Жордан, вероятно, гидроним, произошедший от названия ближневосточной реки Иордан.

## География
Река начинается в коммуне Мандай-Сен-Жюльен, на высоте около 1665 м на южных склонах горы Пейр-Арс (1806 м). Затем она течёт на юго-запад в том же направлении, что и долина реки Сер, и, пройдя около 40 км, впадает в Сер на правом берегу в Арпажон-сюр-Сер. Долина Жордана выглядит более изолированной, чем долина Сер, и представляет собой более нетронутые места.
Долина начинается с ледникового цирка Мандай, над которым, образуя круг, возвышаются горы Шаварош, Мари, Пейр-Арс и Батайюз. Заканчивается ледниковым перевалом Лассель. Между Сен-Жюльеном и Сен-Сирг-де-Жорданом протекает по ущелью.
Река втекает в город Орийак, пересекая его в районе Бюи. Пересекая старый Орийак, река входит в южные районы более современного города. Для содействия развитию города её русло было изменено в районе Прери-де-Систриер. Жордан протекает вдоль спортивного поля Ла-Понети на левом берегу и впадает в реку Сер в коммуне Арпажон-сюр-Сер, на высоте около 590 метров ниже плотины Барадель.
Верховья Жордан, примерно на полпути её течения, находятся на территории Регионального природного парка «Вулканы Оверни».

## Пересекаемые коммуны и кантоны
Не выходя за пределы департамента Канталь река Жордан протекает через кантоны Орийак-4 и Арпажон-сюр-Сер и семь коммун.
Сверху вниз по течению: Мандай-Сен-Жюльен, Сен-Сирг-де-Жордан, Лассель, Вельзик, Сен-Симон, Орийак, Арпажон-сюр-Сер

## Галерея
- Река Жордан
- Горный ручей — исток реки
- Верхняя долина у Мандай-Сен-Жюльена
- В Сен-Симоне
- Дамба в Орийаке
- В Орийаке